# Mejorada (kommun)
Mejorada är en kommun i Spanien.   Den ligger i provinsen Toledo och regionen Kastilien-La Mancha, i den centrala delen av landet, 110 km väster om huvudstaden Madrid. Antalet invånare är 1 320.